# 格罗夫
格罗夫（英語：Grove）是位于美国纽约州阿利根尼县的一个镇，地处阿利根尼县的东北部、霍内尔西北。2010年美国人口普查时，该镇有548人。格罗夫镇建于1827年，其名称可能源于镇内大量的树木（为“小树林”之意）。